# Plazoleta Darío Echandía
La plazoleta Darío Echandía es una plazoleta ubicada en el Centro de la ciudad de Ibagué. Está localizada entre las carreras 3 y 3A con calle 11A, todas peatonalizadas. Alrededor de la plazoleta se encuentra la biblioteca Darío Echandía y el Teatro Tolima. 
Fue construida en conjunto con la alcaldía de Ibagué, el Banco de la República y la Cámara de Comercio de Ibagué con la idealización de Polidoro Villa luego de la demolición de varios inmuebles comprados por el Banco de la República y el encargado para la ejecución de las obras fue Carlos Urquijo Castro del Departamento de Construcciones y Edificios del banco. Además con el apoyo de Alfonso Palacio Rudas y Augusto Trujillo Muñoz
La plazoleta fue inaugurada el 29 de mayo de 1992, en ceremonia presidida por el alcalde Francisco José Peñaloza y por el gerente del Banco de la República Francisco José Ortega. En el centro de la plazoleta existía una placa conmemorativa y un obelisco, pero fue retirado para instalar una antena solar propiedad de Davivienda y conocida como "Flor Davivienda".
 

Cerca a las escalinatas se encuentra una placa conmemorativa al Almirante José Prudencio Padilla. 

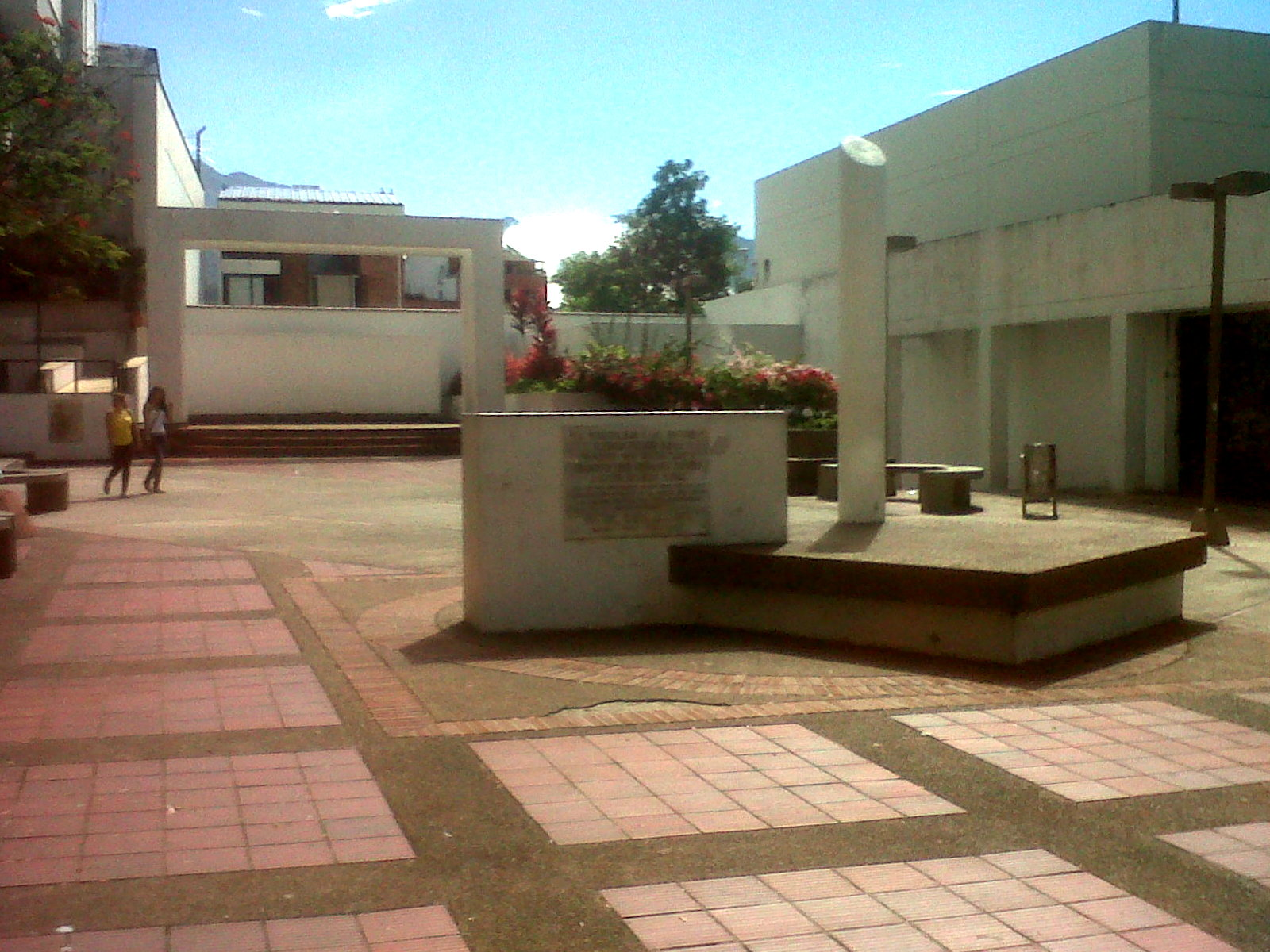
Plazoleta en 2013.

La plazoleta rememora la figura del maestro Darío Echandía, expresidente encargado de Colombia, ministro y senador nacido en Chaparral, Tolima. Se utiliza como escenario cultural, para la presentación de eventos artísticos, folclóricos o recreativos y para el encuentro de los ciudadanos en las apacibles horas vespertinas de la ciudad musical de Colombia.
En la plazoleta se encuentra una tarima o portal para los eventos musicales y culturales, una retícula que funciona como escenario, una diagonal que comunica con la biblioteca, rampa con un parqueadero, jardines, asientos en granito y un pórtico.